# Лоскутово (Омская область)
Лоскутово — деревня в Тарском районе Омской области России. Входит в состав Орловского сельского поселения.

## История
Основана в 1811 году. В 1928 году состояла из 41 хозяйства, основное население — русские. В административном отношении деревня находилась в составе Чекрушевского сельсовета Знаменского района Тарского округа Сибирского края.

## Население
| 1926 | 2002 | 2010 |
| ---- | ---- | ---- |
| 319  | ↘72  | ↘60  |

## Улицы
- ул. Крайняя,
- ул. Лесная,
- ул. Центральная,
- ул. Школьная.